# 18022 Пеппер
18022 Пеппер (18022 Pepper) — астероїд головного поясу, відкритий 13 травня 1999 року.
Тіссеранів параметр щодо Юпітера — 3,309.
Названий на честь Браяна Джефрі Пеппера, який зайняв друге місце на конкурсі Intel Science Talent Search (Пошук наукових талантів Intel), наукового змагання для школярів старших класів, за його проект із соціології.